# 藍布魯斯可

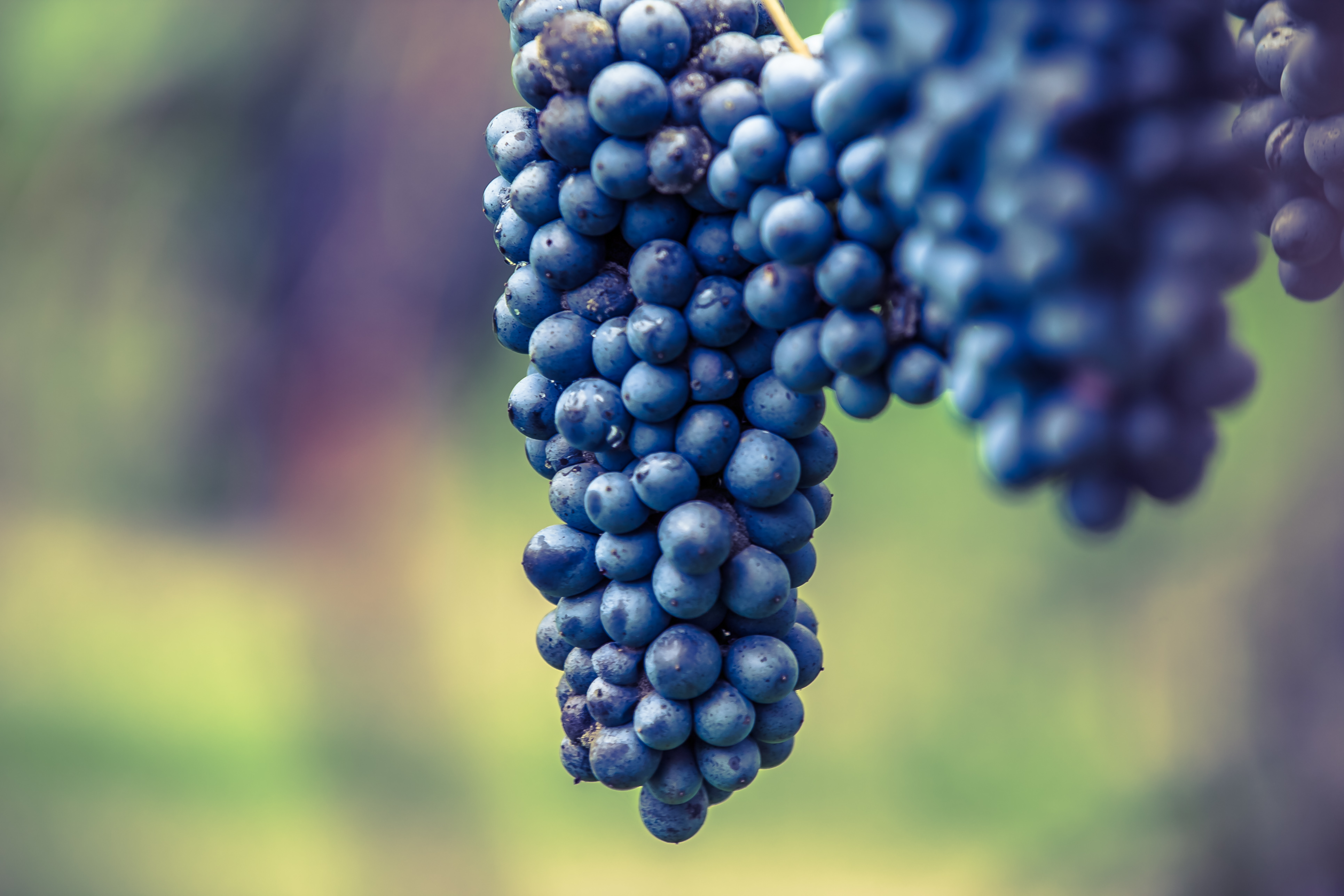
藍布魯斯可葡萄

蘭布魯斯可（意大利語：Lambrusco）表示一些葡萄品種和用它們生產的葡萄酒。蘭布魯斯可葡萄是藍黑色的，主要種植在艾米利亞-羅馬涅的摩德納、雷焦艾米利亞和帕爾馬省以及倫巴底的曼圖亞省。它們被用來生產紅葡萄和粉紅葡萄起泡酒，較少用於白葡萄酒。這款酒通常甜度較高，是由於加了濃縮的葡萄汁，而該品種的葡萄并不以高甜度著稱。

## 歷史
蘭布魯斯可存在的直接證據來自羅馬人，特別是維吉爾，他是曼圖亞地區的人，也是目前另一個有價值的生產地區，他在第五首鄉土詩中提到了蘭布魯斯可葡萄的存在。那一時期的其他著作也提到了這種類型的葡萄樹，如加圖的《農業文化論》、瓦羅的《鄉村論》和老普林尼的《自然史》，其中《自然史》："葡萄樹的葉子和拉布拉多葡萄樹的葉子一樣，在落下之前變成血色"。栽培這種葡萄的起源並不確定；在1305年的農業論文中，博洛尼亞人皮埃特羅-德-克雷森齊建議栽培蘭布魯斯可葡萄。

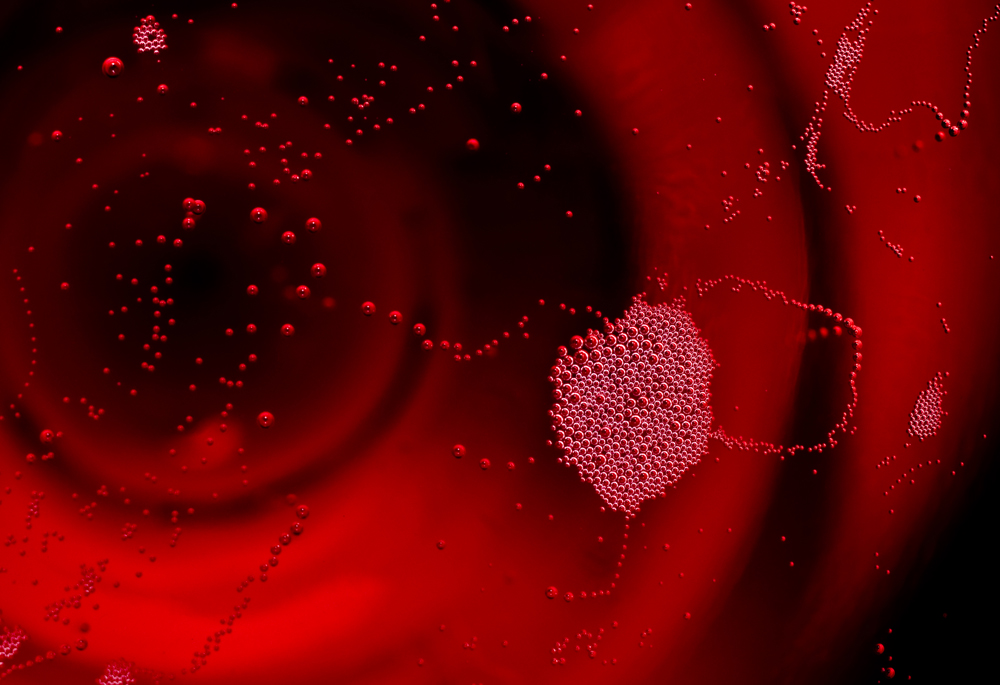
藍布魯斯可酒體中氣泡的游離狀態

1567年，教皇西斯篤五世的醫生和植物學家安德里亞-巴奇說，"在摩德納市對面的山上，種植著紅葡萄，它們能釀造出辛辣、芬芳的葡萄酒，倒入杯中時閃耀著金色的氣泡。
1700年左右，在保存這種起泡酒方面發生了一項重要的技術革新：引入了一種特殊的瓶子，稱為博格諾納，其特點是採用厚實、耐腐蝕的玻璃和用繩子固定的軟木塞，以防止軟木塞因酒中仍存在的糖分再發酵產生的二氧化碳壓力而爆裂。
1867年，Francesco Aggazzotti提出了對三種普遍種植的葡萄的初步詳盡分類：Lambrusco della Viola或Lambrusco di Sorbara，Lambrusco Salamino和Lambrusco dai Graspi rossi，所有不同類型的蘭布魯斯可都是由它們製成的。
在20世紀上半葉，蘭布魯斯可是一種明顯的干葡萄酒，它的泡沫，就像香檳一樣，是由瓶子裡的第二次發酵產生的。隨著葡萄酒領域新技術的出現，特別是夏爾馬法的引入，從60年代初開始，產量大大增加。在接下來的20年裡，海外銷售增長強勁，特別是在美國，蘭布魯斯科佔意大利進口葡萄酒的50%左右，並被宣傳為一種意大利可口可樂。
在20世紀90年代，生產在質量和數量上都出現了轉折。試圖回到蘭布魯斯可的起源，它更乾燥，更穩定，不那麼甜。如今，大多數最好的蘭布魯斯酒仍未出口，在國外市場上銷售的蘭布魯斯酒不是DOC，通常質量平平。